# Brigada Prizrak
O 14o Batalhão Territorial de Defesa da República Popular de Lugansk (em russo:  14-й батальон территориальной обороны ЛНР), popularmente conhecido como Brigada Prizrak ou Brigada Fantasma (em russo:  Бригада «Призрак») é uma unidade de infantaria da República Popular de Lugansk. Foi dirigido por comandante Aleksei Mosgovoi.

## História
A Brigada Prizrak foi estabelecida em 2014, após grupos pró-russos durante as tensões do Euromaidan ocuparem o prédio da Administração Estadual Regional em Lugansk. Começou como um simples pelotão, mas em agosto de 2014 tornou-se um batalhão conforme o número de soldados chegou a mil. Em dezembro do mesmo ano, o comandante Alexei Mozgovoy alegou que o contingente da brigada chegava a três mil soldados. O batalhão teve destaque na Batalha de Debaltsevo, em que tomou controle da parte oriental da cidade. Em 23 de maio de 2015, Mozgovoi foi morto em uma emboscada entre Lugansk e Altchevsk. A República Popular de Lugansk atribuiu o ataque a sabotadores indefinidos através de seu serviço de imprensa, enquanto a Brigada afirmou que comandos ucranianos foram responsáveis.